# Elecciones presidenciales de Afganistán de 2009
Las elecciones presidenciales de la República Islámica de Afganistán de 2009 fueron las segundas elecciones presidenciales democráticas bajo la actual Constitución de Afganistán. La primera vuelta se realizó el 20 de agosto de 2009. En el mismo día, los consejos provinciales también fueron elegidos. Ninguno de los candidatos alcanzó la mayoría absoluta necesaria para convertirse en presidente. Hamid Karzai (con un 49,67% de los votos) y Abdullah Abdullah (30,59%), fueron los dos primeros candidatos que deberían disputarse la presidencia en una segunda vuelta fijada para el 7 de noviembre. Sin embargo, Abdullah se retiró el 2 de noviembre como protesta ante la falta de garantías de transparencia electoral que, según él, ya se habían producido masivamente en favor de Karzai en la primera vuelta. La Comisión Electoral, ante la inesperada retirada del candidato opositor, declaró a Hamid Karzai vencedor de los comicios.

## Votación del 20 de agosto
En total se postularon 41 candidatos a la presidencia, pero tres de ellos se retiraron en el día anterior a la elección. Los principales candidatos fueron el actual presidente Hamid Karzai, quien buscaba la reelección y el exministro de Exteriores Abdullah Abdullah.
Los talibanes llamaron al boicot, justificando que la elección es un "programa de los cruzados".

## Resultados
| Hamid Karzai                 | 2.283.907 | 49,67  |
| Abdullah Abdullah            | 1.406.242 | 30,59  |
| Ramazan Bashardost           | 481.072   | 10,46  |
| Ashraf Ghani Ahmadzai        | 135.106   | 2,94   |
| Mirwais Yasini               | 47.511    | 1,03   |
| Shahnawaz Tanai              | 29.648    | 0,64   |
| Frozan Fana                  | 21.512    | 0,47   |
| Abdul Salam Rocketi          | 19.997    | 0,43   |
| Habib Mangal                 | 18.746    | 0,41   |
| Motasim Billah Mazhabi       | 18.248    | 0,40   |
| Abdul Latif Pedram           | 15.462    | 0,34   |
| Mohammad Sarwar Ahmadzai     | 14.273    | 0,31   |
| Sayed Jalal Karim            | 13.489    | 0,29   |
| Shahla Atta                  | 10.687    | 0,23   |
| Mahbob-U-lah Koshani         | 10.255    | 0,22   |
| Alhaj Abdul Ghafor Zori      | 9.286     | 0,20   |
| Rahim Jan Shinzad            | 7.197     | 0,16   |
| Zabih-U-llah Ghazi Noristani | 6.284     | 0,14   |
| Abdul Jabar Sabet            | 6.190     | 0,13   |
| Mohammad Hashem Taufiqui     | 5.043     | 0,11   |
| Bismillah Shir               | 4.550     | 0,10   |
| Ghulam Faroq Nijrabi         | 4.528     | 0,10   |
| Abdul Hasib Arian            | 4.472     | 0,10   |
| Moin-ul-din Ulfati           | 3.518     | 0,08   |
| Gul Ahmmad Yama              | 3.221     | 0,07   |
| Ghulam Mohammad Rigi         | 3.180     | 0,07   |
| Mohammad Akbar Oria          | 2.991     | 0,07   |
| Bashir Ahmad Bizhan          | 2.457     | 0,05   |
| Sangin Mohammad Rahmani      | 2.434     | 0,05   |
| Hedayat Amin Arsala          | 2.346     | 0,05   |
| Abdul Majid Samim            | 2.198     | 0,05   |
| Zia-ul-haq Hafizi            | 1.679     | 0,04   |
| Votos válidos                | 4.597.729 | 100.00 |
| Votos nulos                  | 225.363   | 4,67   |
| Votos emitidos               | 4.823.092 | 100,00 |
| Fuente: IEC                  |           |        |